# Атанасов Іван Ілліч
Іван Ілліч Атанасов (нар. 1902 — розстріляний 1937) — український радянський державний діяч, в.о. голови Запорізької міської ради.

## Життєпис
Робітник. Працював на керівній комсомольській роботі, вибирався секретарем районного комітету ЛКСМУ.
З 16 березня 1928 року — голова виконавчого комітету Ново-Миколаївської районної ради.
Член ВКП(б) з 1929 року.
У лютому 1931 — грудні 1933 року — заступник голови Запорізької міської ради та завідувач Запорізького районного земельного відділу.
12 — 19 січня 1933 року — т.в.о голови Запорізької міської ради.
У грудні 1933 року відкликаний у розпорядження Дніпропетровського обласного комітету КП(б)У.
У 1937 році заарештований органами НКВС. 25 серпня 1937 року засуджений Військовою колегією Верховного суду СРСР до розстрілу.
Посмертно реабілітований.